# Eleição para governador de Massachussetts em 2010
A eleição para governador do estado americano do Massachusetts em 2010 aconteceu em 2 de novembro de 2010. O governador democrata Deval Patrick é candidato a reeleição. Também concorrem o candidato do republicano Charlie Baker, o candidato independente Tim Cahill e a candidata do partido verde Jill Stein. A eleições primárias foram realizadas em 14 de setembro.